# Fujian Benz
Fujian Benz Automotive Co., Ltd. , anciennement Fujian Daimler Automotive Co., Ltd. , est une entreprise de fabrication de véhicules utilitaires légers basée à Fuzhou et une coentreprise entre Daimler Vans Hong Kong Limited (une coentreprise du groupe Mercedes-Benz et China Motor Corporation de Taïwan), BAIC Motor Corporation Limited (35 %) et Fujian Motor Industry Group Co., Ltd (15 %).

## Histoire
La société a été fondée en juin 2007 sous le nom de Fujian Daimler Automotive Co. par Fujian Motor Industry Group (50 %), Daimler (34 %) et China Motor Corp. (16 %). Elle a commencé la construction d'une usine d'assemblage dans la zone d'investissement de Qingkou, à Fúzhōu, en octobre 2007. L'usine de 660 000 mètres carrés coûterait plus de 200 millions d'euros (284 millions de dollars américains). Avec 2 800 employés, l'usine a une capacité de 40 000 véhicules par an.
La production en série de la première gamme de produits de Fujian Daimler, le transporteur Viano, a débuté en avril 2010. En novembre 2011, Sprinter est lancé. Fujian Daimler change son nom en Fujian Benz en mars 2012 pour une meilleure reconnaissance de la marque auprès des consommateurs chinois, Daimler n'étant pas aussi connu que Benz,.
En mars 2013, Fujian Benz ouvre un nouveau centre de développement de produits à Fuzhou, construit pour un coût d'environ 500 millions de RMB (environ 60 millions d'euros).
En mars 2016, Fujian Benz lance trois modèles de Classe V, dont V260, V260 Exclusive et V260L Exclusive. 